# کاپریکورن (ریزپردازنده)
خانواده ریز پردازنده‌های کاپریکورن (به انگلیسی: Capricorn) توسط او هیولت پاکارد در اواخر دهه ۱۹۷۰ برای میکرو کامپیوترهای علمی  سری HP 80 ساخته شد. کاپریکورن برای اولین بار در رایانه بیسیک دسکتاپ   HP-85  مورد استفاده قرار گرفت، که در ژانویه سال ۱۹۸۰ معرفی شد. استیو وازنیک برای ساخت اپل از آن الهام گرفته بود تا یک رایانه مانند  HP 9830 باشد و در سال ۱۹۷۶ وی حقوق HP را به رایانه اپل ارائه داد. او پذیرفته نشد و رها شد. هنگامی که تقسیم ماشین‌حساب یک پروژه رایانه‌ای ۸ بیتی به نام کاپریکورن را شروع کرد، وقتی که اجازه کار در این پروژه را پیدا نکرد، به اپل عزیمت کرد.

## پیاده‌سازی
سی‌پی‌یو کاپریکورن به عنوان یک مدار منطقی NMOS با گیت سیلیکونی (۴٫۰۱ در ۴٫۹۳ میلی‌متر) اجرا شد در یک بسته دو خطی ۲۸ پایه، با یک باس خارجی تسهیم‌کننده ۸ بیتی، تراشه سی‌پی‌یو، ۳۳۰ میلی‌وات در ۶۲۵ کیلوهرتز مصرف می‌کند.
زمان‌بندی پردازنده توسط کنترل چهار مرحله ساعت غیر هم تداخل دارند با عرض ۲۰۰ نانوثانیه و فاصله ۲۰۰ نانو ثانیه، برای یک چرخه کلاک کلی ۱٫۶ میکروثانیه، معادل ۶۲۵ کیلوهرتز فرکانس کلاک.